# Джозефсон, Брайан Дэвид
Брайан Дэвид Джозефсон (англ. Brian David Josephson; род. 4 января 1940, Кардифф, Уэльс, Великобритания) — британский физик, лауреат Нобелевской премии по физике 1973 года.
Джозефсон известен также своей верой в существование паранормальных явлений. По его словам, лозунгом учёного должно быть «никому не верь на слово» (nullius in verba), что означает, «если все учёные хором отрицают какую-либо идею, это не следует считать доказательством того, что идея абсурдна, скорее следует тщательно изучить все причины такого мнения и решить, насколько это мнение обосновано».

## Биография
Брайан Джозефсон родился 4 января 1940 года в Кардиффе, был единственным ребёнком в еврейской семье. Его родители — дети иммигрантов из Российской империи Эйбрахам Джозефсон (1899—1987), учитель в Говардовой средней школе, и Минни (Мими) Джозефсон (в девичестве Вайсбард, 1911—1998), которая в разное время работала учительницей и корреспондентом местных газет, а также сочиняла стихи (много позже опубликованные её сыном). Учился в начальной школе на улице Марлборо и в Кардиффской средней школе.
В 1960 году окончил Тринити-колледж Кембриджского университета. В этом же колледже Джозефсон получил учёные степени магистра и доктора философии (1964). С 1962 года — младший научный сотрудник Колледжа. В 1965—1966 годах Джозефсон занимался исследованиями в Иллинойсском университете, США. В 1967—1972 годах Джозефсон работал заместителем директора по научным исследованиям в Кембридже. В 1972—1974 годах — лектор Кембриджского университета, с 1974 по 2007 год — профессор физики Кембриджского университета. 
С 1962 года Джозефсон изучает свойства сверхпроводимости. Будучи аспирантом, в двадцать два года, теоретически предсказал явление прохождения электронов через тонкий слой диэлектрика, помещённый между двумя сверхпроводящими металлами (стационарный эффект Джозефсона). Эффект был открыт экспериментально в 1963 году. Он предположил также, что если к контакту приложить разность потенциалов, то через него пойдёт осциллирующий ток с частотой, зависящей только от величины приложенного напряжения (нестационарный эффект Джозефсона). Оба эффекта очень чувствительны к магнитному полю в области контакта. Открытие эффектов Джозефсона оказало существенное влияние на современную физику. Они позволили уточнить величину постоянной Планка, способствовали созданию принципиально нового квантового стандарта напряжения, используемого ныне во многих национальных бюро стандартов. Они способствовали также конструированию сверхчувствительных датчиков магнитного поля (СКВИД), применяемых для измерения магнитных полей живых организмов и обнаружения объектов, скрытых под поверхностью. На основе эффектов Джозефсона были изготовлены чувствительные детекторы очень слабых измерений напряжения. В перспективе — применение быстродействующих компьютерных сетей с очень низким потреблением энергии, построенных на базе эффекта Джозефсона.
В последующие годы Джозефсон продолжал заниматься исследованиями сверхпроводимости и критических явлений, возникающих в системах вблизи точек перехода. С начала 1970-х годов проявил интерес к проблемам разума и интеллекта, занимался мистицизмом, медитацией и ментальной теорией, поддерживал исследования в области парапсихологии, холодного синтеза и гомеопатии.
По 2007 год являлся профессором Кембриджского университета, где возглавлял проект по объединению материи и разума [уточнить]в области теории конденсированных сред. Также он является членом Тринити-колледжа в Кембридже.

## Нобелевская премия
Джозефсон получил половину Нобелевской премии «за теоретическое предсказание свойств тока, проходящего через туннельный барьер, в частности явлений, общеизвестных ныне под названием эффектов Джозефсона». Один из самых молодых нобелевских лауреатов в истории. Вторую половину премии получили Лео Эсаки и Айвар Джайевер «за экспериментальные открытия туннельных явлений в полупроводниках и сверхпроводниках».
Брайан Джозефсон удостоен премии «За успехи в науке» Американской исследовательской корпорации и медали Хьюза Лондонского королевского общества. Джозефсон — член Лондонского королевского общества (1970), иностранный член американского Института инженеров по электротехнике и электронике, Американской академии наук и искусств.